# Schizocyttara
Schizocyttara är ett släkte av tvåvingar. Schizocyttara ingår i familjen platthornsmyggor.
Kladogram enligt Catalogue of Life:
| Schizocyttara | \| \| Schizocyttara brincki \| \| \| \| \| \| Schizocyttara turneri \| \| \| \| |
|               | \| \| Schizocyttara brincki \| \| \| \| \| \| Schizocyttara turneri \| \| \| \| |
|               | Schizocyttara brincki                                                           |
|               |                                                                                 |
|               | Schizocyttara turneri                                                           |
|               |                                                                                 |